# ليمان س. كرايغ
ليمان س. كرايغ (بالإنجليزية: Lyman C. Craig)‏ هو كيميائي أمريكي، ولد في 12 يونيو 1906، وتوفي في 7 يوليو 1974.